# Europees kampioenschap hockey vrouwen 2013
De 11e editie van het Europees kampioenschap hockey vrouwen (2013) werd van 17 augustus tot en met 24 augustus 2013 gehouden in het Belgische Boom, België, op hockeyclub Braxgata. Duitsland werd voor de tweede keer kampioen en plaatste zich hiermee voor het Wereldkampioenschap hockey vrouwen 2014 in Den Haag. De nummers 7 en 8, Ierland en Wit-Rusland, degradeerden naar het EK voor B-landen. België haalde op een EK voor het eerst de halve finale.
Tegelijkertijd wordt het Europees kampioenschap voor mannen verspeeld. 

## Gekwalificeerde teams
| Data                | Toernooi         | Locatie                    | Quotas | Gekwalificeerde teams                       |
| ------------------- | ---------------- | -------------------------- | ------ | ------------------------------------------- |
| Gastland            | Gastland         | Gastland                   | 1      | België                                      |
| 17-25 augustus 2011 | EK Hockey 2011   | Mönchengladbach, Duitsland | 5      | Duitsland Engeland Ierland Nederland Spanje |
| 8-14 augustus 2011  | EK voor B-Landen | Poznań, Polen              | 2      | Wit-Rusland Schotland                       |
| Totaal              | Totaal           | Totaal                     | 8      |                                             |

## Groepsfase

### Groep A
| Team        | Pts | Pld | W | D | L | GF | GA | GD  |
| ----------- | --- | --- | - | - | - | -- | -- | --- |
| Nederland   | 9   | 3   | 3 | 0 | 0 | 15 | 0  | +15 |
| België      | 6   | 3   | 2 | 0 | 1 | 8  | 3  | +5  |
| Ierland     | 3   | 3   | 1 | 0 | 2 | 3  | 11 | -8  |
| Wit-Rusland | 0   | 3   | 0 | 0 | 3 | 3  | 15 | -12 |

| 17 augustus 2013 14:00                                                                              |                  |                          |                                                    |
| België                                                                                              | 5–1 (1–0)        | Wit-Rusland              | Scheidsrechters: Caroline Brunekreef Aisling Keogh |
| 32' Stephanie de Groof (sc) 37' Jill Boon 41' Erica Coppey 42' Louise Versavel 47' Charlotte De Vos | Wedstrijdverslag | 67' Krestina Kulinkovich | Scheidsrechters: Caroline Brunekreef Aisling Keogh |

| 17 augustus 2013 18:00 |                  |         |                                                        |
| Nederland | 6–0 (1–0)        | Ierland | Scheidsrechters: Irene Clelland Liudmila Aleinikoviene |
| 27' Maartje Paumen (sc) 52' Ellen Hoog 58' Maartje Paumen 59' Kitty van Male 62' Carlien Dirkse van den Heuvel 65' Ellen Hoog (sc) | Wedstrijdverslag |         | Scheidsrechters: Irene Clelland Liudmila Aleinikoviene |

| 18 augustus 2013 16:00                                   |                  |                                                 |                                                   |
| Ierland                                                  | 3–2 (1–0)        | Wit-Rusland                                     | Scheidsrechters: Christiane Hippler Claire Adenot |
| 12' Alexandra Speers 50' Alexandra Speers 62' Lisa Jacob | Wedstrijdverslag | 45' Volha Shyntar 67' Nastassia Syrayezhka (sc) | Scheidsrechters: Christiane Hippler Claire Adenot |

| 18 augustus 2013 20:00 |           |                                                  |                                                |
| België                 | 0–2 (0–2) | Nederland                                        | Scheidsrechters: Elena Eskina Annabelle Willox |
|                        |           | 11' Carlien Dirkse van den Heuvel 12' Roos Drost | Scheidsrechters: Elena Eskina Annabelle Willox |

| 20 augustus 2013 18:00 |                             |                                                                                |                                                  |
| Ierland                | 0–3 (0–1)                   | België                                                                         | Scheidsrechters: Annabelle Willox Irene Clelland |
|                        | Wedstrijdverslag[dode link] | 22' Anouk Raes (sc) 57' Anne-Sophie de Scheemaekere (sc) 62' Erica Coppey (sc) | Scheidsrechters: Annabelle Willox Irene Clelland |

| 20 augustus 2013 20:00 |                  |             |                                             |
| Nederland | 7–0 (2–0)        | Wit-Rusland | Scheidsrechters: Elene Eskina Aisling Keogh |
| 18' Kim Lammers 27' Maartje Paumen (sc) 37' Sabine Mol 40' Roos Drost 44' Kim Lammers 53' Maartje Paumen (sb) 58' Maartje Paumen (sc) | Wedstrijdverslag |             | Scheidsrechters: Elene Eskina Aisling Keogh |

### Groep B
| Team      | Pts | Pld | W | D | L | GF | GA | GD |
| --------- | --- | --- | - | - | - | -- | -- | -- |
| Duitsland | 9   | 3   | 3 | 0 | 0 | 5  | 1  | +4 |
| Engeland  | 6   | 3   | 2 | 0 | 1 | 6  | 3  | +3 |
| Spanje    | 3   | 3   | 1 | 0 | 2 | 2  | 6  | -4 |
| Schotland | 0   | 3   | 0 | 0 | 3 | 2  | 5  | -3 |

| 17 augustus 2013 10:00                                     |                             |        |                                                   |
| Engeland                                                   | 3–0 (2–0)                   | Spanje | Scheidsrechters: Claire Adenot Christiane Hippler |
| 4' Hannah MacLeod (sc) 18' Kate Walsh (sc) 42' Lily Owsley | Wedstrijdverslag[dode link] |        | Scheidsrechters: Claire Adenot Christiane Hippler |

| 17 augustus 2013 12:00 |                  |           |                                                |
| Duitsland              | 1–0 (1–0)        | Schotland | Scheidsrechters: Elena Eskina Annabelle Willox |
| 20' eigen doelpunt     | Wedstrijdverslag |           | Scheidsrechters: Elena Eskina Annabelle Willox |

| 18 augustus 2013 12:00         |                  |                    |                                                             |
| Spanje                         | 2–1 (2–1)        | Schotland          | Scheidsrechters: Caroline Brunekreef Liudmila Aleinikoviene |
| 1' Maria Gomez 26' Maria Gomez | Wedstrijdverslag | 9' Nikki Kidd (sc) | Scheidsrechters: Caroline Brunekreef Liudmila Aleinikoviene |

| 18 augustus 2013 14:00                 |                  |                    |                                                  |
| Duitsland                              | 2–1 (1–1)        | Engeland           | Scheidsrechters: Irene Clelland Laurine Delforge |
| 29' Marie Mävers 51' Marie Mävers (sc) | Wedstrijdverslag | 35' Giselle Ansley | Scheidsrechters: Irene Clelland Laurine Delforge |

| 20 augustus 2013 14:00          |                  |                     |                                                         |
| Engeland                        | 2–1 (1–0)        | Schotland           | Scheidsrechters: Christiane Hippler Caroline Brunekreef |
| 34' Hannah MacLeod 53' Sam Quek | Wedstrijdverslag | 49' Nikki Kidd (sc) | Scheidsrechters: Christiane Hippler Caroline Brunekreef |

| 20 augustus 2013 16:00 |                  |                                               |                                                 |
| Spanje                 | 0–2 (0–0)        | Duitsland                                     | Scheidsrechters: Claire Adenot Laurine Delforge |
|                        | Wedstrijdverslag | 66' Eileen Hoffmann (sc) 70' Lydia Haase (sc) | Scheidsrechters: Claire Adenot Laurine Delforge |

### 5e tot en met 8e plaats
De nummers 3 en 4 van beide groepen speelden in een nieuwe groep om de plaatsen 5 t/m 8. Het resultaat tegen het andere team uit dezelfde groep werd meegenomen. De nummers 7 en 8 degradeerden naar de B-groep.

#### Groep C
| Team        | AW | G | G | V | DV | DT | DS | Pts |
| ----------- | -- | - | - | - | -- | -- | -- | --- |
| Spanje      | 3  | 3 | 0 | 0 | 7  | 3  | +4 | 9   |
| Schotland   | 3  | 2 | 0 | 1 | 7  | 5  | +2 | 6   |
| Ierland     | 3  | 1 | 0 | 2 | 4  | 6  | −2 | 3   |
| Wit-Rusland | 3  | 0 | 0 | 3 | 6  | 10 | −4 | 0   |

| 22 augustus 2013 14:00                       |                  |                                                      |                                                     |
| Wit-Rusland                                  | 2–3 (0–3)        | Schotland                                            | Scheidsrechters: Christine Hippler Laurine Delforge |
| 43' Volha Shyntar (sc) 55' Yuliya Mikheichyk | Wedstrijdverslag | 22' Holly Cram (sc) 26' Alison Howie 33' vikki Bunce | Scheidsrechters: Christine Hippler Laurine Delforge |

| 22 augustus 2013 16:00 |                             |                    |                                                          |
| Ierland                | 0–1 (0–1)                   | Spanje             | Scheidsrechters: Annabelle Willox Luidmila Aleinikoviene |
|                        | Wedstrijdverslag[dode link] | 19' Berta Bonastre | Scheidsrechters: Annabelle Willox Luidmila Aleinikoviene |

| 24 augustus 2013 09:00 |                             |                                                            |                                                       |
| Ierland                | 1–3 (1–2)                   | Schotland                                                  | Scheidsrechters: Laurine Delforge Caroline Brunekreef |
| 21' Anne O'Flanagan    | Wedstrijdverslag[dode link] | 26' Catriona Ralph 29' Nikki Kidd (sc) 50' Holly Cram (sc) | Scheidsrechters: Laurine Delforge Caroline Brunekreef |

| 24 augustus 2013 11:00                                                       |                             |                                   |                                                   |
| Spanje                                                                       | 4–2 (2–0)                   | Wit-Rusland                       | Scheidsrechters: Christiane Hippler AIsling Keogh |
| 15' Beatriz Perez 33' Gloria Comerma (sc) 37' Maria Lopez 61' Berta Bonastre | Wedstrijdverslag[dode link] | 53' Ryta Batura 58' Volha Shyntar | Scheidsrechters: Christiane Hippler AIsling Keogh |

### Voor plaatsen 1 tot en met 4

#### Halve finale
| 22 augustus 2013 18:00                    |                            |                                    |                                                    |
| Duitsland                                 | 2–2 (1–1) 2–0 na shootouts | België                             | Scheidsrechters: Caroline Brunekreef Claire Adenot |
| 19' Eileen Hoffmann 69' Marie Mävers (sc) | Wedstrijdverslag           | 29' Jill Boon 40' Charlotte De Vos | Scheidsrechters: Caroline Brunekreef Claire Adenot |

| 22 augustus 2013 20:30 |                            |                    |                                              |
| Nederland              | 1–1 (0–0) 2–3 na shootouts | Engeland           | Scheidsrechters: Elena Eskina Irene Clelland |
| 52' Eva de Goede       | Wedstrijdverslag           | 40' Eigen doelpunt | Scheidsrechters: Elena Eskina Irene Clelland |

#### Voor 3e/4e plaats
| 24 augustus 2013 13:30 |                  |                                                                                  |                                                 |
| België                 | 1–3 (0–2)        | Nederland                                                                        | Scheidsrechters: Annabelle Willox Claire Adenot |
| 55' Charlotte De Vos   | Wedstrijdverslag | 9' Caia van Maasakker (sc) 28' Carlien Dirkse van den Heuvel (sc) 67' Ellen Hoog | Scheidsrechters: Annabelle Willox Claire Adenot |

#### Finale
| 24 augustus 2013 16:00                                                                  |                            |                                                                            |                                              |
| Duitsland                                                                               | 4–4 (4–3) 2–0 na shootouts | Engeland                                                                   | Scheidsrechters: Elena Eskina Irene Clelland |
| 4' Eileen Hoffmann (sc) 15' Tina Backmann (sc) 22' Tina Backmann 34' Hannah Krüger (sc) | Wedstrijdverslag           | 3' Georgie Twigg 8' Kate Walsh (sc) 30' Helen Richardson 66' Susie Gilbert | Scheidsrechters: Elena Eskina Irene Clelland |

| Europees kampioen 2013 |
| ---------------------- |
|                        |
| Duitsland Tweede titel |

## Eindrangschikking
| Rang   | Land        |
| ------ | ----------- |
| Goud   | Duitsland   |
| Zilver | Engeland    |
| Brons  | Nederland   |
| 4      | België      |
| 5      | Spanje      |
| 6      | Schotland   |
| 7      | Ierland     |
| 8      | Wit-Rusland |

1984 · 1987 · 1991 · 1995 · 1999 · 2003 · 2005 · 2007 · 2009 · 2011 · 2013 · 2015 · 2017 · 2019 · 2021 · 2023